# Rosenberg (powiat Neckar-Odenwald)
Rosenberg – miejscowość i gmina Niemczech, w kraju związkowym Badenia-Wirtembergia, w rejencji Karlsruhe, w regionie Rhein-Neckar, w powiecie Neckar-Odenwald, wchodzi w skład związku gmin Osterburken. Leży w Baulandzie, nad rzeką Kirnau, ok. 30 km na północny zachód od Mosbach, przy drodze krajowej B292 i linii kolejowej Würzburg–Stuttgart.